# Паг (адміністративна одиниця)

Паги в Бургундії, IX ст.

Паг (лат. pagus, множ. pagi) — найменша давньоримська адміністративно-територіальна одиниця. Термін позначає сільський підрозділ племінної території, який включав окремі господарства, села (vici) і твердині (oppida), які слугували притулками, а також як ранньосередньовічний географічний термін. З часів правління Діоклетіана (284—305 н. е.) і далі паг називали найменшою адміністративною одиницею провінції. Ці географічні одиниці використовувалися для опису територій у періоди Меровінгів та Каролінгів без будь-якого політичного чи адміністративного значення.

## Римське використання
У класичній латинській мові pagus означало сільський район або громаду в межах більшої політичної одиниці; Юлій Цезар, наприклад, посилався на паги в межах політичного об'єднання кельтських гельветів.